# Arthur Welti
Ernst Arthur Welti (* 14. September 1901 in Zürich; † 12. September 1961 ebenda) war erster Reporter bei Radio Zürich, Sprecher, Schauspieler, Autor und Regisseur von Hörspielen und Hörfolgen.

## Leben
Arthur Welti wuchs mit seiner Schwester Hedwig – später verheiratet mit Paul Müller-Zürich – im Elternhaus an der Bärengasse 29 in Zürich auf, das zugleich Sitz der Transportfirma A. Welti-Furrer war. Im Alter von 15 Jahren war er bereits Vollwaise. In jener Zeit besuchte er die Industrieschule (Oberrealschule) in Zürich, welche er 1920 mit der Matura abschloss. Anschliessend betrieb er kunstgeschichtliche und literarische Studien in Italien (Florenz) und Deutschland. In Berlin und in Dresden absolvierte er eine Schauspiel- und Gesangsausbildung und nahm verschiedene Theaterengagements in Deutschland (Berlin, Karlsruhe, Frankfurt (Oder), Potsdam) an.
1932 kehrte er wieder in seine Heimat zurück, wo er bei verschiedenen Theatertruppen in Zürich und in Basel hauptdarstellerisch auftrat. Am 15. Februar 1933 wurde er für die neu geschaffene Stelle als erster Reporter beim Radio Zürich angestellt und wirkte fortan auch als (Haupt-)Sprecher, Ansager, Sänger, Regisseur, Verfasser von Radio-Texten wie Hörfolgen, Hörspielen und anderem mehr. 1938 schrieb er im Zeichen der Geistigen Landesverteidigung das Radio-Hörspiel Napoleon von Oberstrass. Bis zu seiner krankheitsbedingten Frühpensionierung am 1. Januar 1960 prägte er als Radiopionier das neue Medium im In- und Ausland in entscheidender Weise. Er erlangte in den 1930er- und 1940er-Jahren grosse Popularität, insbesondere mit seinen Reportagen über die als «Landi» bekannte Schweizerische Landesausstellung 1939 in Zürich.
Arthur Welti war ein Enkel des Transportunternehmers Jakob Albert Welti-Furrer, Neffe des um 1900 bekanntesten Schweizer Malers Albert Welti (Schöpfer der Wandmalerei Die Landsgemeinde im Ständeratssaal) und Vetter von dessen Sohn, dem Genfer Maler und Schriftsteller Albert J. Welti (Wenn Puritaner jung sind).
Arthur Welti war Vater von Philippe Welti und Grossvater von Sophie Hunger. Er fand seine letzte Ruhestätte auf dem Zürcher Friedhof Enzenbühl.

## Werke (Auswahl)
- Hörspiel

1. Napoleon von Oberstrass. Eine komische Geschichte, die beinahe ernst wurde. 1938
2. s’Brunneliedli (für Kinderchor und kleines Orchester oder Klavier), Musik: Paul Müller-Zürich
3. Das Spiel vom rychen Mann und dem armen Lazarus. Neubearbeitung. 6. April 1944
4. Gross- und Kleinbäckerei Tünkli. Eine heitere Familienchronik von Max Werner Lenz, Emil Hegetschweiler und Arthur Welti, 1944
5. Das Mädchen von Arles (L’Arlésienne). Deutsche Übersetzung und Radiobearbeitung des Dramas von Alphonse Daudet
6. Schweizer Brunnen. Traumspiel.
7. ABC des Verkehrs. Interview mit einem Inselschutzpfosten. Sketch für Verkehrserziehung. Musik: Hans Steingrube, 1950

- Hörfolgen

1. Sterbender Brunnenhof
2. Der Herr beschirmpt syne Kilchen, Musik: Paul Müller-Zürich, 7. April 1941
3. 1100 Jahre Fraumünster

- Landi 1939.

1. Eröffnungsreden von Direktor Meili und Bundespräsident Etter. Schallplatte: Tondokumente Die 30er Jahre
2. General Guisan dankt dem Landi-Direktor und seinen Mitarbeitern. Schallplatte: Tondokumente Die 30er Jahre
3. Schifflibachlied
4. Abschied von der Landesausstellung. Schallplatte: Tondokumente Die 30er Jahre

- Regie

1. Susi erobert Zürich. Erste Radio-Operette von Jürg Amstein, Musik: Hans Steingrube, 1937
2. Brunnenhofstrasse elfundzwanzig, mit Ettore Cella, Bunte Sendung, 18. September 1941
3. Steibruch, Hörspiel von Albert J. Welti, mit Heinrich Gretler, 19. Januar 1942
4. Die Brücke von San Luis Rey. Hörspiel nach dem Roman von Thornton Wilder, 26. Mai 1947
5. Der schwarze Hecht. Radio-Musical von Paul Burkhard und Jürg Amstein nach Emil Sautter. Komposition und musikalische Leitung: Paul Burkhard, 1950
6. Bunter Abend im Rudolf Bernhard-Theater, 26. November 1952

- Echo der Zeit

1. Signet von Echo der Zeit, 1946
2. Italienreise, 26. April 1946
3. Einweihung Sessellift Pontresina, 15. August 1946
4. Kinderdorf Pestalozzi, Trogen, 27. November 1946
5. Nonstopflug der Swiss Air (New York – Genf), 30. November 1946
6. Zürcher Knabenschiessen, 12. September 1949
7. Zur Abstimmung über das Rietberg-Projekt, 21./22. Juni 1949

- Reportagen

1. Kurzwellenstation HB9J. Erste drahtlose Funkübertragung, 1934. CD Beromünster. Die Geräusche der Geschichte. Archive des Schweizer Radios (1934–1958), Track 1, SRG (Bern) und Schweizerische Landesphonothek (Lugano), 1993
2. Sechseläuten, April 1935, u. a. m.
3. Klausenrennen. Interview mit dem Rennfahrer Hans Stuck, 27. Januar 1936. Live Reportage, CD Schweizer Radio DRS 2002
4. Taub- und Blindenanstalt St. Gallen, 8. Oktober 1938. CD Beromünster. Die Geräusche der Geschichte. Archive des Schweizer Radios (1934–1958), Track 1, SRG (Bern) und Schweizerische Landesphonothek (Lugano), 1993
5. Erste Schweizer Zickzack-Nähmaschine, Oktober 1938. CD Beromünster. Die Geräusche der Geschichte. Archive des Schweizer Radios (1934–1958), Track 1, SRG (Bern) und Schweizerische Landesphonothek (Lugano), 1993
6. Flüchtlinge im Waidhaldeschulhaus, April 1945. CD Beromünster. Die Geräusche der Geschichte. Archive des Schweizer Radios (1934–1958), Track 1, SRG (Bern) und Schweizerische Landesphonothek (Lugano), 1993
7. Abfertigung der Passagiere im Flugplatz Dübendorf, September 1946. CD Beromünster. Die Geräusche der Geschichte. Archive des Schweizer Radios (1934–1958), Track 5, SRG (Bern) und Schweizerische Landesphonothek (Lugano), 1993
8. Spanischbrötlibahn in Oerlikon, 19. April 1947
9. Knabenschiessen, Zürich Albisgüetli, 15. September 1947
10. Zerstörung des Funkturmes in Kloten, 7. April 1948
11. Flugplatz Kloten, 4. Juni 1948
12. Air France, 20. Juli 1948
13. Sternfahrt der Schweizer Radioreporter nach Zürich anlässlich des Jubiläums 600 Jahre Zürich im Bund, 2. Juni 1951
14. Albert Edelmann und sein neues Haus, 11. November 1952
15. Eröffnungsfeier Flughafen Kloten, 29. August 1953
16. 25 Jahre Zürcher Zoo, Oktober/November 1954
17. Hirsebreifahrt nach Strassburg, 15.–17. Juni 1956
18. Zürifäscht, 23. Juni 1956

- Interview

1. mit Emma Arnold-Sägesser. CD: Frau Arnold fährt nach Amerika. Eine Titanic-Überlebende erzählt. Das weltweit älteste mündliche Zeugnis dieser Schiffskatastrophe, 14. April 1937. Schweizer Radio DRS 1998
2. mit Hanna Reitsch, deutsche Kunstfliegerin, anlässlich des internationalen Flugmeetings in Dübendorf, 1937. Schallplatte: Tondokumente Die 30er Jahre
3. mit Luis Trenker, Bergsteiger und Filmemacher, 1938. Schallplatte: Tondokumente Die 30er Jahre
4. mit Elsie Attenhofer, über ihre Rolle in Füsilier Wipf, 1938. Schallplatte: Tondokumente Die 30er Jahre
5. mit Lale Andersen (Lili Marlen), 21. Juli 1948
6. mit Frau Minister Ilg, 15. Februar 1955
7. mit Blindenvater Dr. h. c. Theodor Staub, 90-jährig, 26. August 1953
8. über Swiss Air Lines
9. über Schweizerische Himalaya-Expedition, 18. April 1947

- Gesang

1. Schifflibachlied, Landi 1939
2. Komm kleine, süsse Liftmamsell In: Susi erobert Zürich. Radio-Operette 1937
3. Zürich, Zürich, Du schöne Stadt am See In: Susi erobert Zürich. Radio-Operette 1937
4. Wie ein seltsam geschriebenes Buch (aus der Operette: Der geliebte Dieb), Grosses Tanzorchester vom Palace-Hotel in St. Moritz, April 1940. CD Teddy Stauffers Original Teddies. Rare and historical Jazz recordings, CD 22003, Elite special, Turicaphon AG, 1995
5. Ich weiss wie süss dein Mund (aus der Operette: Tanz um Daisy), Grosses Tanzorchester vom Palace-Hotel in St. Moritz, April 1940. CD Teddy Stauffers Original Teddies. Rare and historical Jazz recordings, CD 22003, Elite special, Turicaphon AG, 1995

## Tonaufnahmen (Auswahl)
- Zeit-Zeichen. 50 Jahre Radio in der deutschen Schweiz. 4 Langspielplatten. Hrsg. von Cédric Dumont, Ex Libris, Zürich 1977.
- Beromünster. Die Geräusche der Geschichte. Archive des Schweizer Radios (1934–1958), SRG (Bern) und Schweizerische Landesphonothek (Lugano). CD mit Booklet, 1993.
- Zürcher Radiogeschichten 1923 bis 1983, 75 Jahre RFZ. CD, Track 4, Schweizer Radio DRS, Studio Zürich
- Frau Arnold fährt nach Amerika. Eine Titanic-Überlebende erzählt. Das weltweit älteste mündliche Zeugnis dieser Schiffskatastrophe. CD, Schweizer Radio DRS 1998.
- Klausenrennen. Arthur Weltis Live-Reportage von 1934. Interview mit dem Rennfahrer Hans Stuck, Januar 1936. CD, Schweizer Radio DRS 2002, ISBN 3-03840-041-6.